# フェドロフM1916
フェドロフM1916（ロシア語: Автомат Фёдорова、「フョードロフ自動銃」）は、ロシア帝国で開発された自動小銃である。
20世紀初頭の水準では弱装である日本の6.5mm×50SR弾（三十年式実包）を使用することでフルオート射撃時の反動を抑制し、「個々の兵士が携行できる軽量フルオート小銃」という、後のアサルトライフルと同じコンセプトを世界で最初に実用化した製品である。
フェドロフM1916はロシア革命の混乱の中で少数・短期間の配備に止まった過渡期の製品だったが、開発者のウラジーミル・グリゴーリエヴィチ・フョードロフ（後に中将）は赤軍及びソ連軍で採用された各種銃器の開発を牽引して多くの銃器デザイナーを育成し、1943年から始まった小銃弾と拳銃弾の中間の性能をもつ弾薬の開発と、それを用いるRPD軽機関銃やSKSカービン、AK-47などの開発で中心的な役割を果たした。

## 特徴

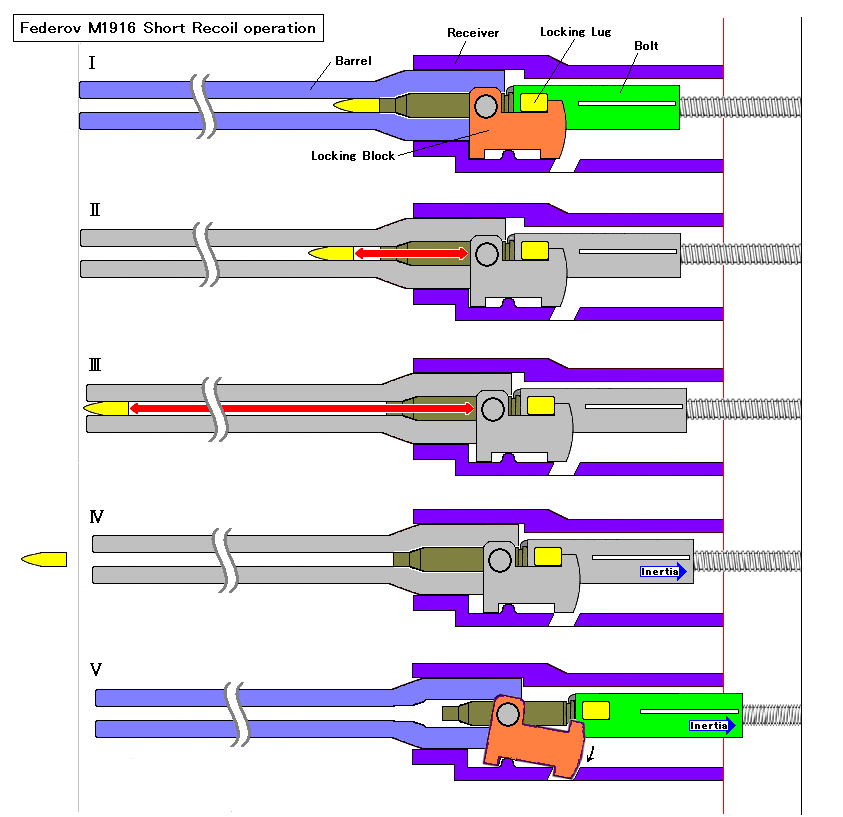
フェドロフM1916のショートリコイル機構

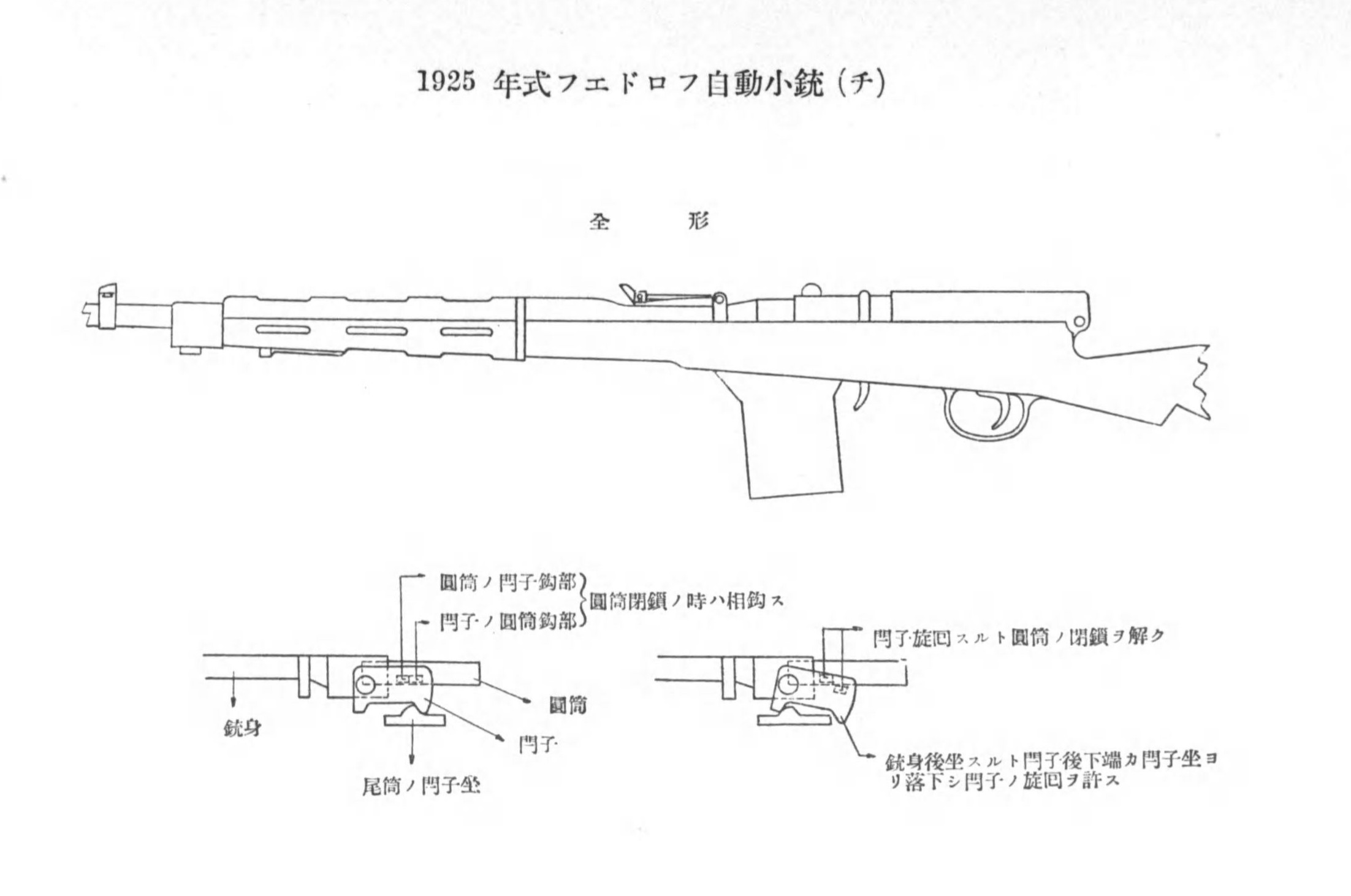
日本軍が作成した「1925年式フエドロフ自動小銃」の構造図。この小銃はM1916の派生型であると考えられる。

フェドロフM1916は当時のライフル銃に比べると短いカービンサイズである。また反動利用の作動機構を採用したため、ガス利用作動方式で必要となるガスピストン等が不要となり、重量は4.4kgと比較的軽量にまとめられている。
M1916として知られるものの、1916年の発表以降、1919年、および1922年から1925年の間に、何度か大幅な再設計が行われている。フェドロフM1916として良く知られるのは、1919年に再設計されたモデルである。
フルオートでのコントロールを容易にするために、弾倉の前部にはフォアグリップが備えられている。
閉鎖方式にはモーゼル式のショートリコイル方式を採用しており、その閉鎖・開放の流れは左図の通りである（詳細は“ショートリコイル”を参照）。
ショートリコイル方式の銃器は射撃時に銃身が前後するため、銃身が固定されたボルトアクション方式と比較すれば命中精度が劣り、小銃に採用される事は稀で、一般には拳銃や短機関銃に採用されることが多い。
スムーズに銃身を前後させるとともに、白兵戦時に銃身を掴まれるなどして作動不良を招かないように、銃身は銃床および放熱筒で覆われており、銃身に過剰な負担をかけないために、銃剣は銃床部放熱筒に固定される構造となっていた。
また、重量の軽減と連射時のバレル冷却の目的からバレル自体にフルート加工（銃身に溝を彫ることで表面積を増やして冷却効果を高める方法）が施され、フォアストック部には放熱性の高いアルミ材と鋼板が使用された。

## 開発の背景

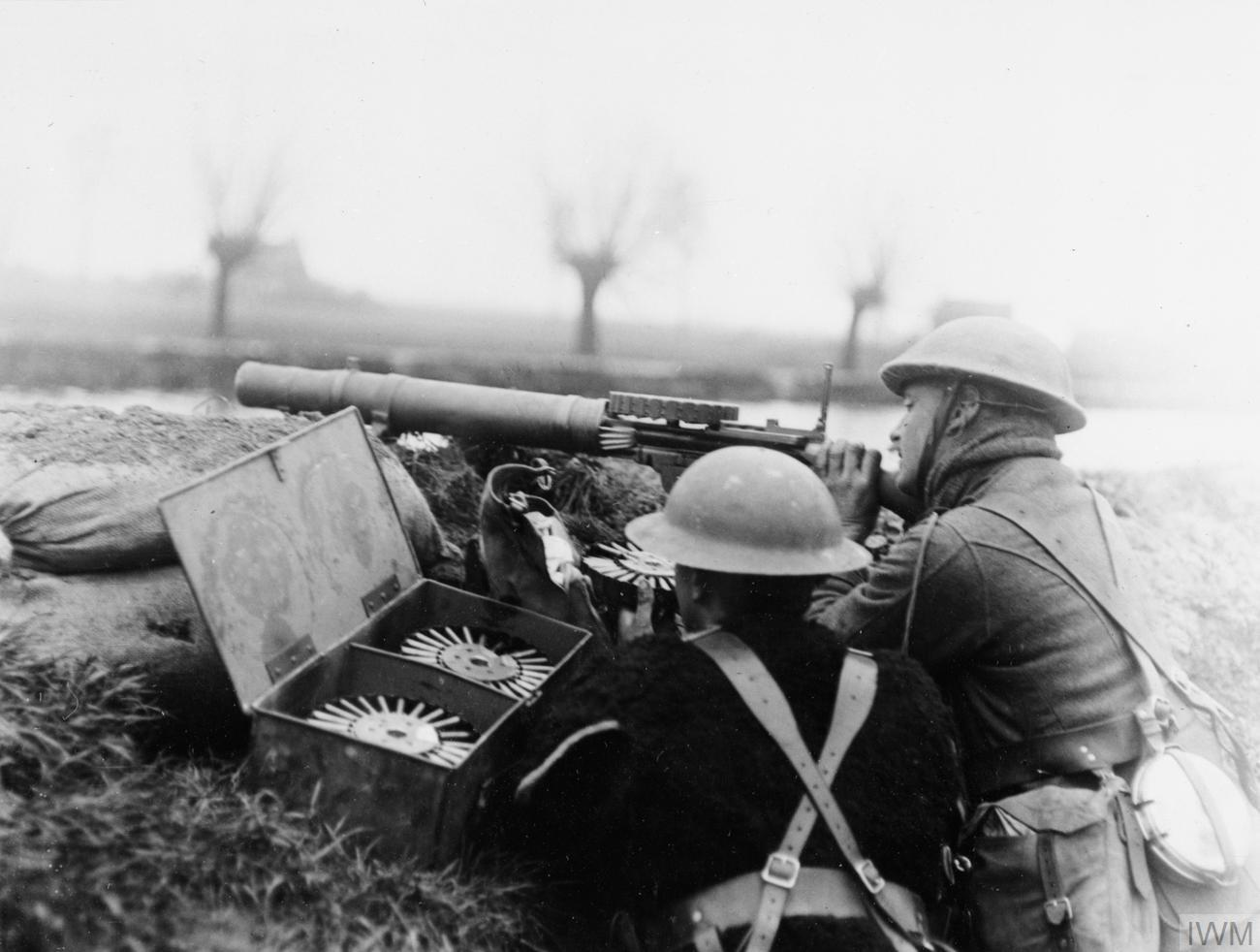
第一次大戦当時のルイス軽機関銃: 最も軽い軽機だったが、重量は12kgもあった。

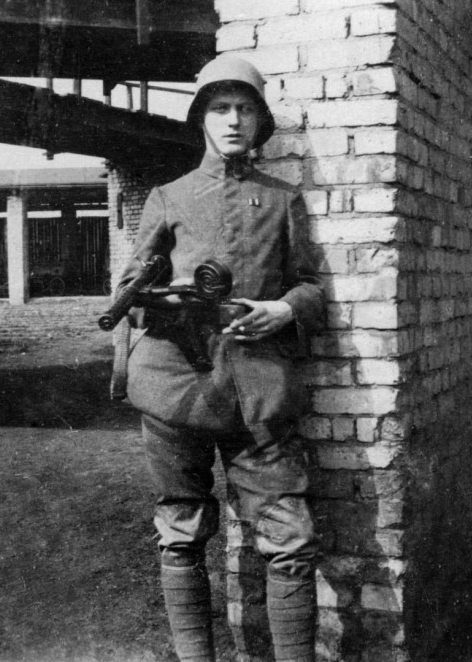
MP18を持った突撃歩兵の兵士

第一次世界大戦では機関銃が戦場を支配する塹壕戦が常態化したが、これはロシア軍にとって日露戦争で経験済みの事態だった。
1905年の黒溝台会戦で、日本陸軍の秋山支隊が用いた「機関銃と塹壕による陣地戦術」により大損害を被ったロシア軍は、続く旅順攻囲戦と奉天会戦でも当時画期的であった同戦術を駆使する日本軍に対し有効な攻撃手段を持たなかったため、継戦不能となるほどの損害を被っていた。
セルビア人の汎スラブ主義を煽っていたロシアにとって、これと鋭く対立していたドイツとの衝突が現実となれば、ロシア軍もまた塹壕陣地と対峙して大損害を被る事は明白であり、ロシア軍がドイツ軍に対して有していた大兵力の優位性が封じられてしまう事が予想されたため、ロシアは他の欧州諸国に先んじて塹壕陣地突破の戦術を研究しており、ブルシーロフによる独自の浸透戦術の実践が進められていた。
ブルシーロフの浸透戦術には、敵が構築した塹壕線の脆弱点を衝いて後方に侵入する突撃歩兵(Stoßtruppen)と呼ばれる特殊な部隊が必要とされていた。突撃歩兵は前線の後方に侵入するために、敵の塹壕線上に存在する脆弱点まで走って肉薄し、後続の部隊とともに後方へ侵入するために敵の機関銃座を無力化する必要があり、このためには濃密な弾幕を形成できる全自動火器を携帯できる事が理想と考えられていた。
しかし、当時の機関銃は陣地に設置することを前提とした巨大かつ重量級の装備であり、開発された当初の軽機関銃も数人がかりで運用される程の代物であり、突撃歩兵のように身軽に動ける事が前提の部隊での運用は困難だった。後にブルシーロフ攻勢で大損害を蒙ったドイツ軍は、浸透戦術を研究して自軍にも突撃歩兵を創設しているが、その装備とされたのは手榴弾とMP18短機関銃だった。

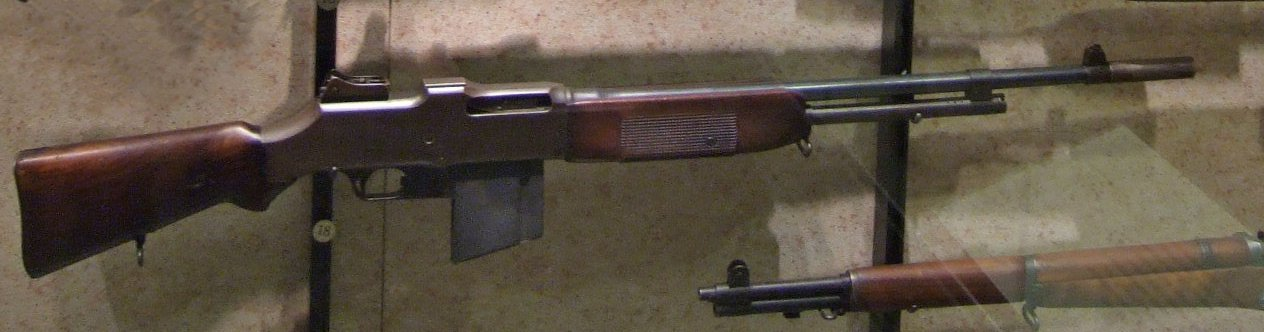
優れた分隊支援火器だったBARは、二度の世界大戦を経て、初期のベトナム戦争まで現役で使用された。
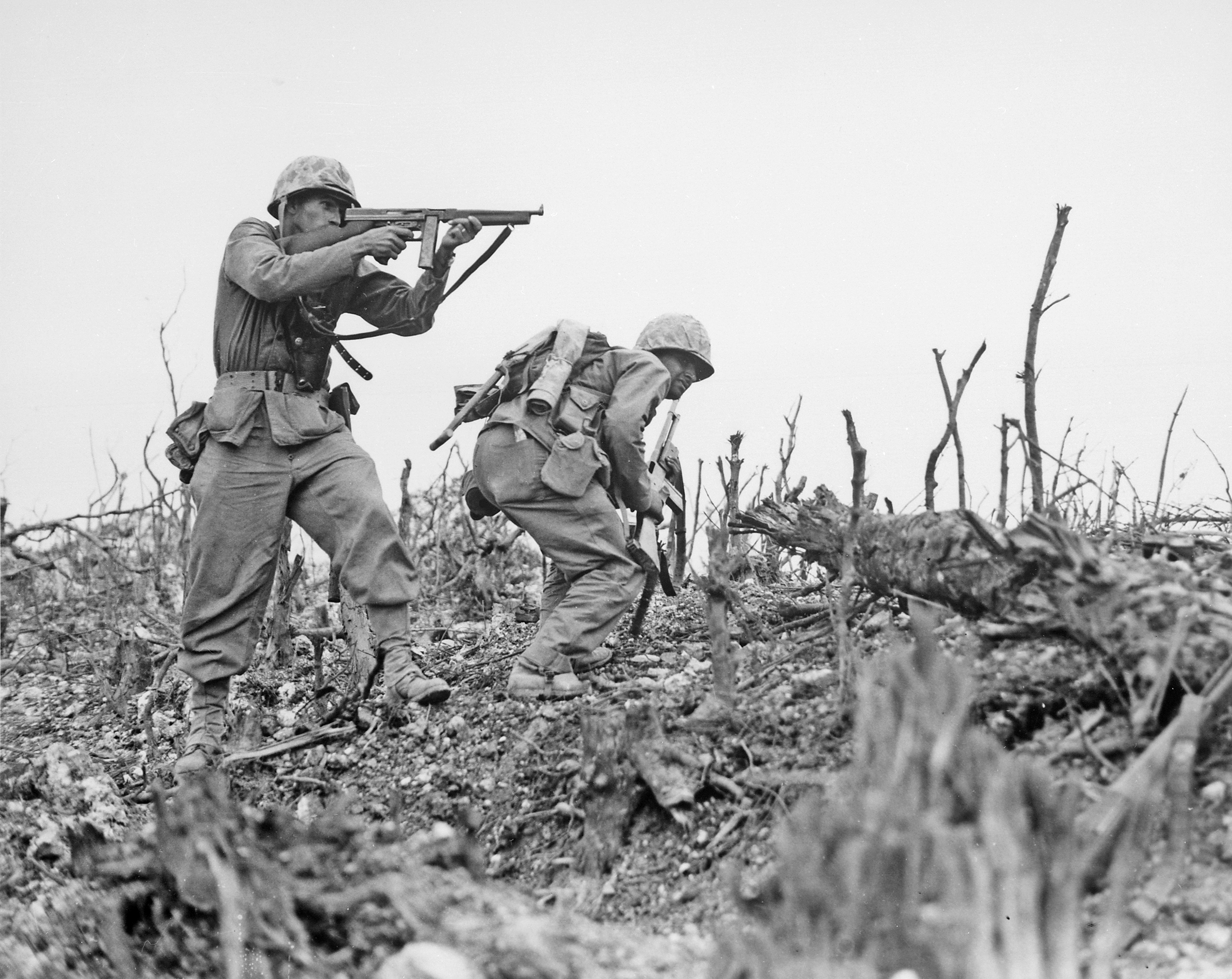
第一次大戦後に普及したトンプソン・サブマシンガン: 1945年 沖縄にて

## 開発と運用

### ロシア帝国時代

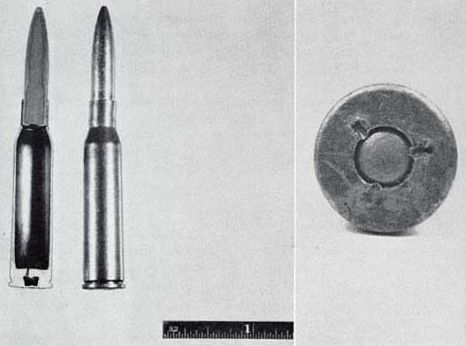
日本製6.5mm×50SR弾（三八式実包）

1900年に砲兵士官となったフョードロフは、日露戦争で日露ともに多大の戦果を挙げた自動火器の研究に取り組み、1906年に最初の半自動小銃を試作するなど、当時の欧州の水準から見ても先進的な研究を進めていた。元々、フョードロフはモシン・ナガン小銃の半自動化を試みていたが、重量の問題が解決できず、1906年の自動小銃は全く新しい設計によるものだった。
この当時にフョードロフの助手を務めていたのが、後のソ連で銃器デザイナーの重鎮となり、DP28軽機関銃などの設計者として知られるヴァシーリー・デグチャレフである。
1911年に提出されたフョードロフの試作自動小銃はショートリコイルを採用していたが、ロシア帝国の制式小銃弾7.62x54mmR弾の威力はこの機構に対して過大であった。1912年、フョードロフはデグチャレフの協力のもと、より反動の弱い小口径弾とこれを用いる自動小銃を製作した。当時、日本やルーマニア、イタリアなどでは7mm級の小口径弾が採用されていた。また、日露戦争においては、ごく至近距離での戦闘を除き、日本の6.5mm小銃弾とロシアの7.62mm小銃弾に能力の有意な差は見られないと報告されていた。これらの点を踏まえ、フョードロフは5.5mmから実験を開始し、最終的に6.5mmリムレス弾を自動小銃用弾薬として完成させた。
1913年、フョードロフは自らが手掛けていた6.5mm半自動小銃の設計を完了した。1915年夏、フョードロフが設計した自動小銃（7.62mm仕様および6.5mm仕様）100セットが、軍での運用に向けた試験のためにセストロレツク兵器工場から士官射撃学校に送られた。この中で一部の6.5mm半自動小銃には大幅な近代化改修が加えられた。改良された小銃の銃身および銃床は短小銃程度まで短縮され、25連発着脱式弾倉（15連発とも言われる）と全自動射撃機能が追加されていた。一連の改良は、フョードロフがフランスを訪れた際、ショーシャ自動銃およびこの銃が実現した突撃射撃（Marching fire）の概念に感銘を受けたことから、同様の運用を実現するべく加えられたアイデアだった。
フョードロフ自身はこの新型銃を「軽機関銃」（ружьё-пулемёт）と称したが、士官射撃学校長N・M・フィラトフ大佐（Н. М. Филатов）が考案した「アフタマート」（Автомат、「自動銃」）、すなわち後に突撃銃に相当する語となる呼び名で広く知られることとなる。
その後、6.5mm弾の大量生産を実現できないことが明らかになると、フョードロフの6.5mm試作銃は同口径の日本製6.5mm×50SR弾（三八式実包）仕様に再設計されることとなった。1914年から1916年にかけて、ロシア帝国は日本およびイギリスから、様々な仕様の日本製小銃を購入しており、三八式実包はロシア国内に大量に備蓄されていた。また、1916年からはペトログラード弾薬廠にて国産化されている。三八式実包は比較的弱装で、軽量な銃での全自動射撃に適していた。また、セミリムド弾薬であることから、自動火器での使用にも適していた。フョードロフの「軽機関銃」が備える520mmの短銃身から三八式実包を射撃した場合、その銃口威力は、現代的な中間弾薬を用いる突撃銃と同等であった。
1916年に完成した時点では、この「軽機関銃」、すなわちM1916は、後に特徴となる握把や金属製の放熱筒を備えず、依然として従来の小銃の様式を保っていた。同年夏、第189イズマイール連隊の中隊で、フェドロフが手掛けた半自動小銃およびM1916の配備が行われた。記録によれば、同中隊には「15連発弾倉付き6.5mm軽機関銃」すなわちM1916が8丁、「3リニヤ口径（7.62mm）半自動装填小銃」が45丁配備されていた。3リニヤ口径銃の一部は、マドセン軽機関銃の弾倉を使用し、定点射撃が行えるように改造されていた。同中隊は士官射撃学校における7月から8月にかけての特別訓練において、フョードロフが手掛けた半自動小銃およびM1916の射撃を100回行った。この訓練は軍による比較試験を兼ねていた。12月1日、フョードロフの小銃およびM1916を装備した試験中隊は、ルーマニア戦線へと派遣された。
M1916が初めて実戦で使われたのは、1917年初頭であった。また、航空機搭乗員向けにM1916が支給された第10航空師団からは、早急に追加生産を行うようにと要請が行われた。これを受け、砲兵総局はセストロレツク兵器工場に対し、M1916を追加で15,000丁製造せよと命じている。しかし、ロシア革命の勃発の影響で製造は中断され、試験中隊も解散を余儀なくされた。

### ロシア革命後
十月革命を経た1918年2月1日、赤軍臨時供給委員会（Чрезвычайной комиссии по снабжению Красной армии）の会合において、コブロフ工場によるマドセン軽機関銃およびM1916の製造再開が決定され、フョードロフは工場の製造責任者に任命された。1918年3月、可及的速やかな量産体制の確立（準備期間は1918年5月1日 - 1919年2月1日とされた）という任務を帯びて、フョードロフはコブロフ工場に到着した。だが、革命と内戦の影響下にあって、2つの自動火器の量産ラインを並行して構築するという任務は困難を極めた。1919年6月22日、デンマークの技術顧問団が撤退し、コブロフ工場はM1916の製造に注力することとされた。最初の発注は9,000丁だった。量産にあたって大幅な再設計が行われ、M1916には特徴的なフォアグリップや25連発弾倉、金属製放熱筒などが追加された。現在よく知られるM1916は、1919年再設計型である。
1919年7月までに設備の導入が完了し、最初の200丁の製造に着手されたものの、7月10日の火災で工場の一部が焼失し、以後の計画に大幅な遅延を招いた。9月15日までに最初の15丁が完成し、年末までに100丁が製造された。1921年4月には量産体制が確立されたものの、半完成部品を輸送する鉄道網が貧弱だったため、月あたりの製造数は50丁程度に留まっていた。また、この時期には器材や材料の質が悪く、銃自体の性能にも悪影響を及ぼしていた。それでも、1922年10月1日から1923年10月1日までの1年間には600丁の製造が計画され、コブロフ工場はそれを超える822丁の製造を達成している。M1916は使用者である赤軍にも高く評価されたが、需要が満たされることはほとんどなかった。内戦後、フョードロフは実戦での評価を踏まえて再設計を行い、M1916は1923年から順次工場に送り返され、改修が行われた。また、1922年から1925年の間には、ドイツ製のものを模倣した銃剣や軽量な二脚、量産のための簡素化された部品など、その他の改良も行われた。
1920年初頭に行われた赤軍狙撃兵編成の改定において、3個分隊から成る1個小隊に対するM1916の配備数は4丁、中隊あたり12丁とされた。M1916は射手に加え、補助、弾薬手の3人（または2人）で運用する兵器とされた。すなわち、従来の軽機関銃と同様の運用が行われたのだが、それらに比べれば、M1916は持続射撃能力や射撃精度の点で大幅に劣った。この一見して不適当な運用は、当時の赤軍における軽機関銃の需要に対し、国内で調達可能な軽量自動火器がM1916以外に存在しなかったことに起因する。軽機関銃と歩兵用自動小銃の中間にあるM1916は、当時存在したいずれの歩兵火器のカテゴリにも含め難く、フョードロフ自身も後に「極めて紛らわしい種類の火器」（довольно путаным типом оружия）と表現している。フョードロフは同時期の他国の銃器設計者と同様、次世代の歩兵銃は従来通りの強力な小銃弾を用いる半自動小銃でなければならないと信じており、自らが設計したM1916は銃口エネルギーが劣るため、歩兵銃を代替しうるものとは考えていなかった。一方、1938年の著書において、「自動小銃（Автоматическая винтовка）──むしろ自動銃（автомат）と称する方が適切だが──は、短機関銃に接近しつつある。……これら2種類の火器は、拳銃弾の能力が大幅に向上した場合、1種の小口径火器（歩兵用自動カービン）に統合される。……20連発弾倉を備えた小口径の自動カービンだ……軽量、小型、取り回しのしやすさで最も優れている。」と述べており、1940年代に生まれる突撃銃の概念を予見してもいた。
1924年4月、赤軍が7.62x54mmR弾を制式小銃弾として改めて採用した。フョードロフはM1916が小規模あるいは特別の部隊（車両乗員、砲兵、騎兵など）に配備される場合、弾薬の消費は抑えられるので、非標準弾を使用していても差し支えがないと考えていた。しかし、実際には軍の主力たる狙撃兵部隊での配備が行われたため、当局は6.5mmの国産化あるいは7.62mm仕様の新型軽機関銃の開発を行わねばならなかった。だが、軍部は直ちにM1916を放棄することを良しとせず、以後も検討を重ね、運用の可能性を探った。最終的な製造終了の判断は1925年10月1日（同年12月1日とも言われる）に下され、合計3,200丁が製造された。製造終了は弾薬の問題よりは、むしろ赤軍が歩兵用半自動小銃の調達を求めたからだと言われている。1920年代後半、赤軍では小銃弾の貫通力が重視されるようになり、この点でわずかに劣る6.5mm弾仕様のM1916は不必要な装備と見なされるようになっていた。
1926年になると、フョードロフのライバルであったトカレフが、かつて試作したモシン・ナガン小銃をショートリコイル方式で自動化する改造プランに改良を加えて再発表したため、赤軍による新たな選定トライアルが開始された。1926年のトライアルでは、新型自動小銃がM1916の役割を継ぐことも期待されていた。だが、結局そのような小銃は生まれなかった。
製造終了後もしばらく赤軍での運用は続いたが、1928年には予備装備となり第一線を離れた。1930年代には保管されていたM1916に対する大規模なオーバーホールが行われた。冬戦争（1939年 - 1940年）の際には、自動火器の不足のため、保管されていたM1916が一部部隊に配備された。記録にある限り、これが赤軍によるM1916の最後の実戦投入であった。
1938年の張鼓峰事件では、ソ連軍と交戦した日本軍がM1916を鹵獲した記録がある。また、冬戦争の終結から半年後に関東軍から当時の阿南惟幾陸軍次官に宛てた報告の中にもフェドロフM1916の退役について記述されている。
M1916はソ連における自動火器の黎明期に設計されたこともあり、運用期間は比較的短かった。しかし、その設計は初期の自動火器に多大な影響を与えたほか、フョードロフの元でM1916の設計に携わった設計者、例えばヴァシーリー・デグチャレフ、 ゲオルギー・シュパーギン、セルゲイ・シモノフらは、いずれも後の自動火器開発を牽引していくこととなる。

### 派生型
1921年、フョードロフは火器の「統一」に関する構想を提案した。従来のロシアにおいても、例えばある機関銃を元に中隊機関銃や航空機関銃を派生させるという例はあったが、フョードロフはこれをさらに拡大し、ある1つの火器を元にあらゆる種類の自動火器を派生させようと考えたのである。これにより、部品調達や製造、取扱訓練を大幅に簡略化することが期待された。このアイデアの元、フョードロフはデグチャレフやシュパーギンと共に、M1916を原型とする火器を多数試作した。フョードロフによれば、自動銃（アフタマート）のほか、半自動小銃やカービン、銃身交換可能な軽機関銃、空冷式機関銃、水冷式機関銃、多連装航空機関銃、車載機関銃など、10種類以上のモデルが設計されたという。設計および実験は1920年代を通じて続けられたが、M1916自体が一線を退いたこともあり、「統一」構想の実現には至らなかった。